# Alik L. Alik
Alik L. Alik (ur. 26 stycznia 1953 w Kosrae, zm. 7 listopada 2020) – mikronezyjski polityk i dyplomata, wiceprezydent Mikronezji od 2007 do 2015.

## Życiorys
Alik L. Alik w 1973 ukończył edukację na poziomie średnim. W latach 1973–1976 studiował na University of Hawaii na Hawajach, a następnie od 1976 do 1979 na Graceland College w Iowa w USA. W 1979 wrócił do Kosrae i przez dwa lata był pracownikiem poradni studenckiej w Korsae High School.
W 1982 wziął udział w dwuletnim programie naukowym Paralegal Program na University of Hawaii Law School. W 1984 rozpoczął pracę jako urzędnik w Sądzie Najwyższym Mikronezji. W tym samym roku został pracownikiem służby zagranicznej w departamencie spraw międzynarodowych Mikronezji. W 1989 objął stanowisko ambasadora na Fidżi (1989-1998), będąc jednocześnie ambasadorem akredytowanym w Izraelu, Tonga, Nauru, Kiribati, Samoa, Vanuatu i na Wyspach Salomona.
W 1998 został mianowany ambasadorem w Japonii, a także w Chinach, Korei Południowej, Indiach, Malezji, Indonezji i Singapurze.
W 2003 wziął udział w wyborach parlamentarnych, uzyskując mandat deputowanego. W latach 2003–2005 był przewodniczącym parlamentarnej komisji zasobów naturalnych i rozwoju, a od 2005 do 2007 kierował komisji spraw zagranicznych. W 2007 ponownie wszedł w skład parlamentu. 11 maja 2007 objął urząd wiceprezydenta Mikronezji, który sprawował przez osiem lat.
Alik L. Alik był żonaty, miał dwoje dzieci: syna Grega oraz córkę Ursullę.